# Jogos Sul-Asiáticos de 1993
Os Jogos Sul-Asiáticos de 1993 foram a sexta edição do evento multiesportivo, realizado em Daca, Bangladesh.

## Países participantes
Como nas anteriores edições, sete países participaram do evento:
- Bangladesh
- Butão
- Índia
- Maldivas
- Nepal
- Paquistão
- Sri Lanka

## Quadro de medalhas
País sede destacado.
| Ordem | País       | Medalha de ouro | Medalha de prata | Medalha de bronze |     |
| ----- | ---------- | --------------- | ---------------- | ----------------- | --- |
| 1     | Índia      | 60              | 46               | 31                | 137 |
| 2     | Paquistão  | 23              | 22               | 20                | 65  |
| 3     | Sri Lanka  | 20              | 22               | 39                | 81  |
| 4     | Bangladesh | 11              | 19               | 32                | 62  |
| 5     | Nepal      | 1               | 6                | 15                | 22  |
| TOTAL | TOTAL      | 115             | 115              | 137               | 367 |